# Парк Иоганны
Парк Иоганны (нем. Johannapark) — общественный парк в немецком городе Лейпциг в федеральной земле Саксония. Расположенный поблизости от исторического центра города и переходящий в парк имени Клары Цеткин, он стал одним из первых общественных парковых пространств города периода индустриализации.
Парк Иоганны находится в Западном предместье нем. Westvorstadt и ограничен улицами Фердинанд-Лассаль-штрассе, Пауль-Герхардт-вег, Фридрих-Эберт-штрассе, Карл-Таухниц-штрассе и Эдвард-Григ-аллее.

## История
Парк был заложен по инициативе и на средства лейпцигского промышленника и банкира Вильгельма Теодора Зайферта (нем. Wilhelm Theodor Seyfferth, 1807—1881), который тем самым стремился увековечить память своей дочери Иоганны Наталии Шульц, скончавшейся в 21-летнем возрасте. При этом согласно популярной городской легенде, девушка скончалась в результате навязанной её отцом свадьбы с доктором Густавом Шульцем.
Выкупив в 1858 году у вдовы профессора Швегрихена частично заболоченный участок к юго-западу от центра города, где ранее добывалась глина, Зайферт начал здесь продолжавшуюся до 1863 года разбивку парка в английском стиле по планам Петера Йозефа Ленне. Непосредственное руководство работами взял на себя городской садовый архитектор Отто Виттенберг, прежде работавший под руководством П.-Й. Ленне в Сан-Суси, и для которого парк Иоганны стал его первым проектом в Лейпциге. Часть парка была при этом засажена экзотическими деревьями и кустарниками, так что парк приобрёл характер своего рода дендрария, а старый глиняный карьер был преобразован в обширный пруд с островом и двумя романтическими горбатыми мостами.
После смерти Вильгельма Теодора Зайферта в 1881 году парк — согласно его последней воле — отошёл в собственность города, с оговорённым условием, что территория парка останется незастроенной. Правда, уже в 1884—1887 годах в северной оконечности парка была возведена церковь Лютера (нем. Lutherkirche) в неоготическом стиле, ставшая яркой доминантой паркового ландшафта. В 1896 году в парке неподалёку от церкви, где располагается склеп семьи Зайферт, был установлен памятный бюст В. Т. Зайферту работы Мельхиора цур Штрассена с надписью «Основателю парка Иоганны — благодарный город».
С разрушением части городской застройки во Второй мировой войне, к парку были прирезаны ещё несколько участков, увеличив его территорию до сегодняшних 11 га. Кроме того, парк Иоганны получил прямой выход к внутригородскому Рингу и к зданию Новой ратуши.
В 1955—2011 годах парк Иоганны был частью Парка культуры имени Клары Цеткин, и в 1967 году здесь — на современной площади Герцлии — был установлен памятник Кларе Цеткин работы Вальтера Арнольда.
Помимо памятников В. Т. Зайферту и К. Цеткин на территории парка с 1996 года располагается памятная стела в честь предпринимателя Вальтера Крамера — близкого сподвижника Карла Гёрделера и одного из участников покушения на Гитлера в 1944 году. Кроме того, в 1897—1946 годах на месте памятника Кларе Цеткин здесь находился памятник Бисмарку работы Адольфа Ленерта и Йозефа Магра.